# Pampallugueig
|  | Per a altres significats, vegeu «Parpelleig (desambiguació)». |

El pampallugueig (en anglès flicker, de vegades anomenat parpelleig) és l'efecte que es presenta a causa que la imatge de televisió es representa de forma discontínua amb una cadència de 50 quadres per segon (en el sistema PAL). Si s'imagina que es té una font lluminosa intermitent a la qual es va augmentant progressivament la freqüència d'il·luminació, es perceben flaixos separats fins que s'arriba a una certa freqüència per a la qual la sensació de pampallugueig desapareix. Aquesta freqüència s'anomena freqüència crítica de pampallugueig o freqüència de fusió. Aquest problema se soluciona mitjançant l'anomentat entrellaçat.
El programari de vídeo que es fa servir, ja sigui de tipus analògic o digital, en els sistemaes PAL (25 quadres per segon), NTSC (30 quadres per segon) i SECAM (25 quadres per segon) per aconseguir visualitzar les imatges, utilitza l'anomenat procediment de camps, també conegut com a entrellaçat o d'exploració alterna.

Gif on es mostra la fusió del camp parell amb el camp senar per donar com a resultat la imatge original

Aquesta exploració de la imatge es realitza dividint aquesta mateixa en diferents línies horitzontals i verticals, que es van llegint de dreta a esquerra i alhora de dalt a baix, primer es llegeixen les senars i després les línies parells, d'aquesta manera s'obtenen dos quadres anomenats, camp parell i camp senar. La poca distància que hi ha entre aquestes línies cosnecutives fa que l'ull humà integri aquestes dues parts com a imatges completes (una de sola) i tingui la sensació que aquestes es van actualitzant dos cops més ràpides que la freqüencia real. Així doncs, per exemple un fotograma de vídeo del sistema PAL (Europa) i SECAM (França) que es mostra a 1/25 de segon, té dos camps que están entrellaçats i que es mostren a 1/50 de segon cadascun. En canvi un fotograma de vídeo NTSC (EUA i Japó) que es mostra a 1/30 de segon, tindrà dos camps entrellaçats mostrats a 1/60 de segon.
El mètode de l'entrellaçat logra mantenir una font d'informació reduïda, és a dir, una amplada de banda menor a transmetre, però que és suficient perquè nosaltres, com a espectadors, obtinguem la representació de les imatges sense que aparegui el fenomen del flickering.

## Causes
El flicker pot produir-se, per exemple, si un molí d'acer utilitza grans motors elèctrics o forns d'arc en una xarxa de distribució, o de partida freqüent d'un motor d'ascensor en un edifici d'oficines, o si una residència rural té una bomba d'aigua gran en una sistema d'alimentació de llarg. La probabilitat d'augment de parpelleig com la mida de la càrrega canviant es fa més gran pel que fa al corrent de curtcircuit prospectiu disponible al punt de connexió comú.

## Mesura delflicker
Els requisits d'un equip de mesurament de parpelleig es defineixen en la norma tècnica internacional d'electro-IEC 61000-4-15.
Un mesurador de parpelleig es compon de diversos blocs de funció que simulen un llum de 230 V / 60 W incandescent (llum de referència) i el sistema de la percepció humana (model d'ull-cervell).
A partir del valor momentani del parpelleig resultant de la "perceptibilitat" d'un valor a curt termini Pst, el parpelleig es calcula d'acord amb un procés estadístic en un interval normalitzat d'observació de 10 minuts. El Plt del parpelleig a llarg termini es calcula com la mitjana cúbica de diversos valors de Pst durant un període de dues hores (estandarditzat).
El càlcul del valor de perceptibilitat i l'algoritme d'escala es trien de manera que un valor de p de 1,0 es correspon a un nivell en què el 50% dels subjectes de prova troba el parpelleig notable i irritant.
En la norma IEC 61000-3-3 els intervals d'observació i els valors límit d'Pst i Plt s'especifiquen:
| VALOR | INTERVAL D'OBSERVACIÓ | VALOR LIMITACIÓ |
| ----- | --------------------- | --------------- |
| Pst   | 10 minuts             | 1.0             |
| Plt   | 2 hores               | 0.65            |

## Condicions de funcionament del EUT
La norma IEC-flicker que l'EUT (Equipment Under Test) ha de ser operada durant la prova d'una manera que és l'estat més desfavorable per al parpelleig. Si el dispositiu s'utilitza d'una manera (relativament) constant durant tota la prova, resultarà Plt = Pst. Si aquest estat és factible i realista això significa que Pst ha de complir amb els límits establerts per Plt (que són més baixos).

## Estimació
Un càlcul purament analítica de Pst és gairebé impossible. En l'estàndard hi ha fórmules que permeten l'estimació dels valors de Pst a esperar.

## Mitigació delflicker
El flicker és generat pels canvis de càrrega. Només l'amplitud de la variació de càrrega és rellevant, no el valor absolut. Una reducció de parpelleig es pot aconseguir a través de fer els canvis de càrrega menys freqüents, o els canvis de càrrega més petits. Si la càrrega es canvia gradualment això també fa que el parpelleig sigui menys perceptible.
La relació entre l'amplitud dels canvis de càrrega i Pst és lineal, és a dir, reduir a la meitat els resultats de la càrrega de commutació a la meitat de la Pst. La relació entre el nombre de canvis de càrrega per temps (n / Tp) i Pst és no lineal. Una reducció a la meitat dels canvis de càrrega redueix Pst en només aproximadament 20%. Per tal de tenir la meitat de la Pst, el nombre de canvis de càrrega ha de ser reduït per un factor de 9.